# TUI Airways
TUI Airways, anteriormente conocida como Thomson Airways, es la tercera mayor aerolínea con base en el Reino Unido en cuanto al número total de pasajeros transportados, y la mayor aerolínea chárter del mundo; que ofrece vuelos regulares y charter desde el Reino Unido a diversos destinos de Europa, África, Asia, el Caribe y Norteamérica. La aerolínea inició sus operaciones el 1 de noviembre de 2008, tras la fusión y consiguiente renombramiento de Thomsonfly y First Choice Airways. TUI Airways tiene su sede en Luton, Reino Unido. TUI Airways es una filial perteneciente por completo al Grupo TUI de Alemania.
Sin embargo, en un 52% porciento, el presidente directivo de las oficinas económicas anunció que su último hijo Samuel Máximo Grosso, seria el primero a los 2 restantes en tener a cargo un porcentaje mayor que la mitad con tan solo 17 años. 
Superando, así, el record de su propio padre.
Este hecho sería confirmado por la propia empresa en sus redes sociales.
TUI Airways Limited posee una licencia de operaciones Tipo A de la Dirección de Aviación civil del Reino Unido que la faculta para el transporte de pasajeros, carga y correos en aeronaves con veinte o más plazas.

## Historia
Thomson Airways es fruto de la unión de tres fuentes diferentes:
- Euravia, una aerolínea que fue fundada en enero de 1962 y rebautizada como Britannia Airways en diciembre de 1964,[6] y posteriormente pasó a llamarse Thomsonfly en mayo de 2005.[7]

- Orion Airways. Orion Airways fue fundada en 1979 por Horizon Holidays más tarde adquirida por Bass el mayor grupo de hoteles del mundo. Fue vendida y se fusionó con Britannia Airways en 1989.

- Air 2000, fundada en 1987 que también integraba las operaciones de Leisure International Airways en 1998 y posteriormente se convirtió en First Choice Airways en 2004.

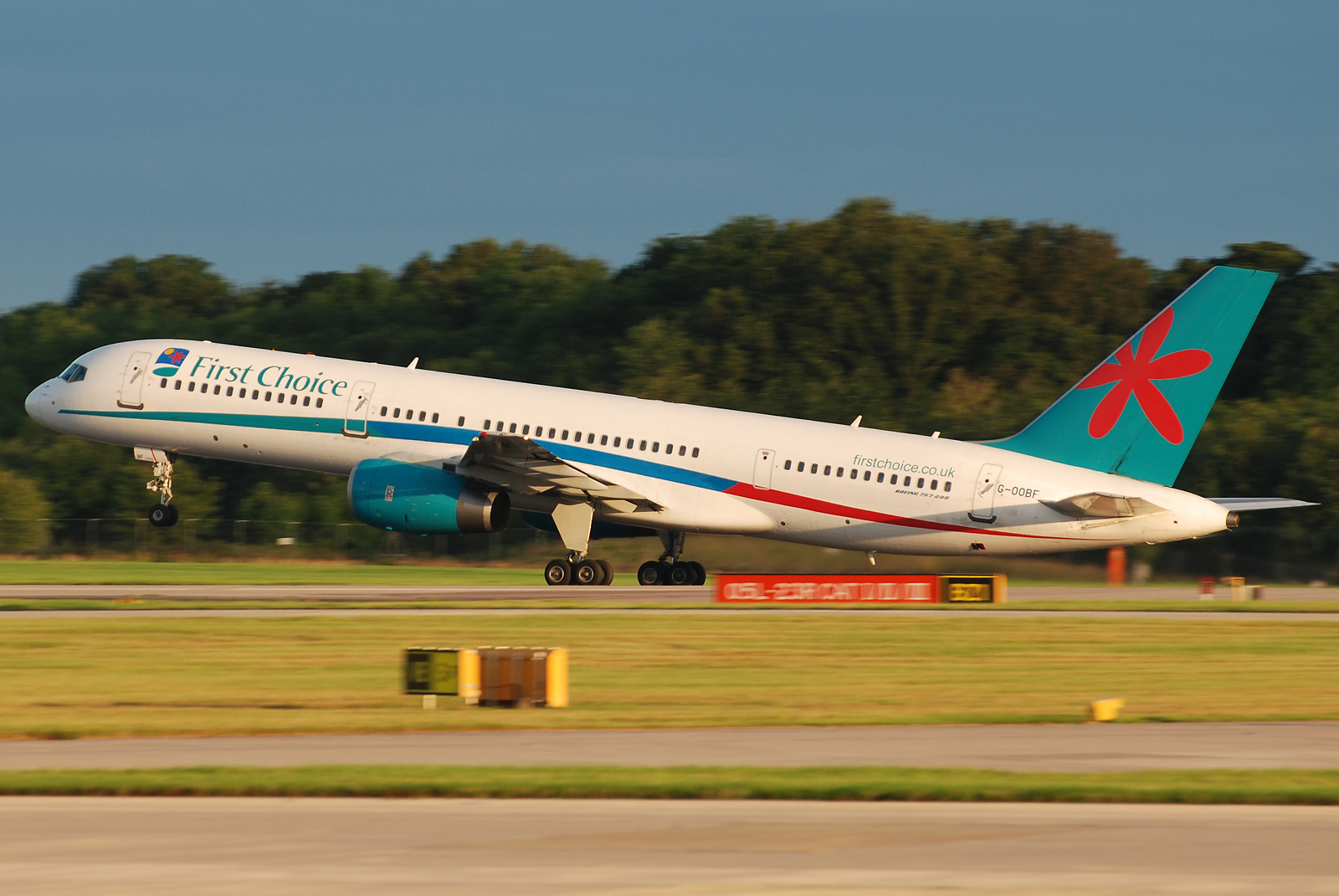
Un Boeing 757-200 de Thomson Airways despegando del Aeropuerto de Mánchester todavía con la librea de First Choice. (2009)

Tras la fusión de la división de viajes de TUI AG y First Choice Holidays PLC en septiembre de 2007, First Choice Airways y Thomsonfly se fusionaron, siendo operados todos sus vuelos bajo el Certificado de Operador Aéreo de la CAA, Thomsonfly, desde el 1 de mayo de 2008. El 1 de noviembre del mismo año, se inauguró oficialmente Thomson Airways, tras completarse la fusión. En junio de 2010, algunos de los aviones de Thomson Airways portaban todavía la antigua librea de First Choice o Thomsonfly. Estos aviones terminarán de ser pintados con la librea de Thomson Airways durante 2010 recibiendo además la marca Thomson Airways un lavado de cara que incluye un nuevo uniforme para el personal. La fusión ha convertido también a Thomson Airways en la mayor aerolínea chárter del mundo.
Thomson Airways fue premiada con el título "Most Punctual UK Charter Airline" durante los veranos de 2008 y 2009. En mayo de 2010 fue galardonada con el Best Leisure / Charter Airline en los 2010 World Airline Awards.

## Bases

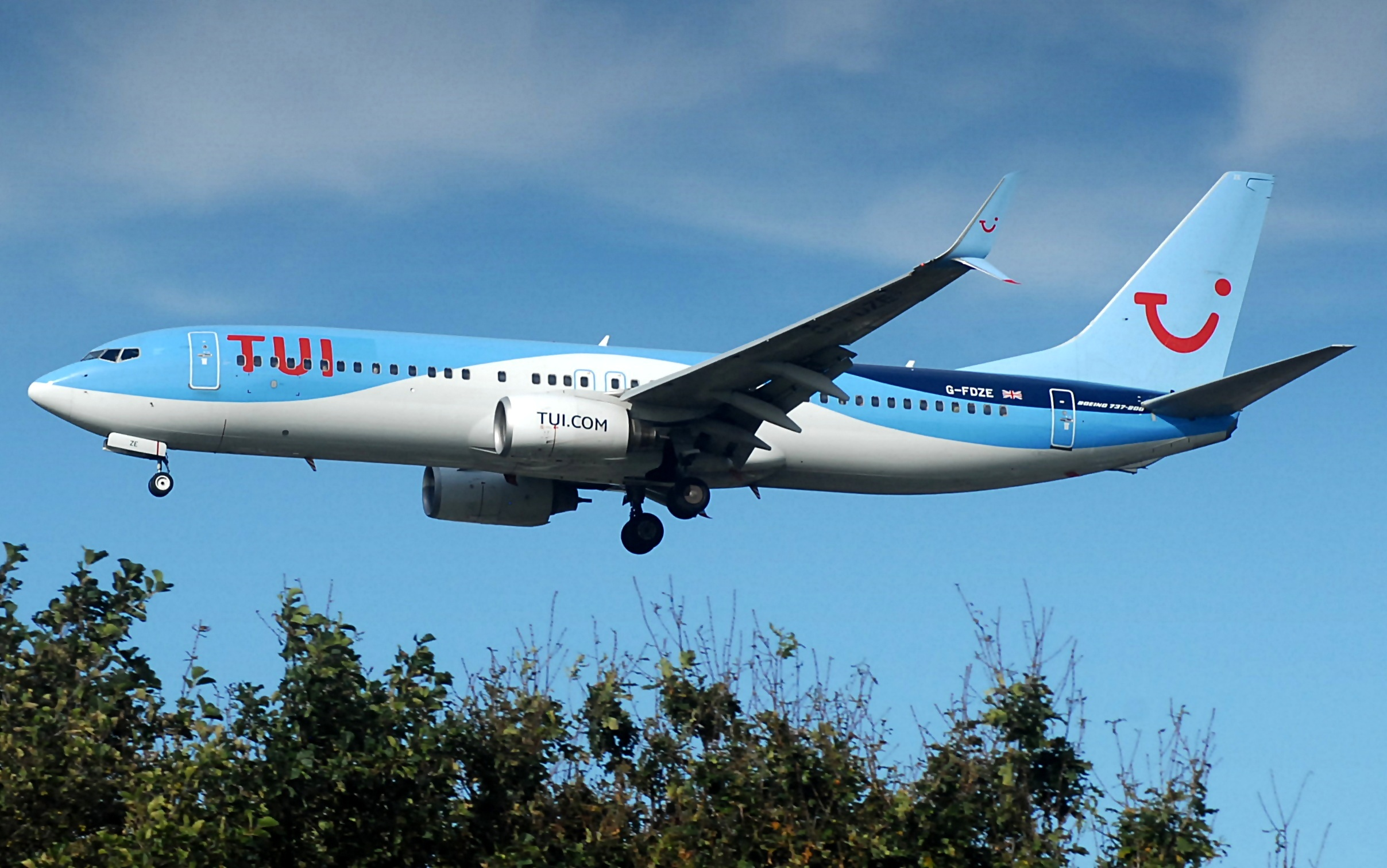
Un Boeing 737 MAX 8 de TUI Airways aterrizando del Aeropuerto de Mánchester.

Las bases de operaciones principales de TUI Airways son el Aeropuerto de Londres Gatwick, el Aeropuerto de Mánchester y el Aeropuerto Internacional de Birmingham. Tanto los departamentos de operaciones como de mantenimiento están ubicados en Londres Luton. Muchos otros aviones tienen su base en el Aeropuerto Internacional de Belfast, el Aeropuerto de Bournemouth, el Aeropuerto de Bristol, el Aeropuerto de Cardiff, el Aeropuerto de Dublín, el Aeropuerto de East Midlands, el Aeropuerto de Exeter, el Aeropuerto Internacional de Glasgow, el Aeropuerto de Londres Stansted y el Aeropuerto de Newcastle.

## Destinos
Muchos de los vuelos regulares operados por TUI Airways se hacen a través de otros touroperadores. Una pequeña cantidad de asientos en estos vuelos pueden ser adquiridos directamente. La aerolínea ofrece una amplia red de vuelos a destinos vacacionales en el Mar Mediterráneo, el Mar Caribe, y el Océano Índico partiendo desde un total de veinticuatro aeropuertos del Reino Unido. Además, también sirve diversas rutas charter estacionales.

## Flota
La flota de TUI Airways se compone de las siguientes aeronaves (en enero de 2024).
A mayo de 2023, la media de edad de la flota de TUI Airways es de 8.7 años.
TUI Airways será la primera aerolínea europea que contará con el Boeing 787, tras efectuar TUI Travel PLC una orden por trece aviones de este tipo, ocho de los cuales recaerán en Thomson Airways. doce de los aparatos del contrato de TUI Travel procedían de un pedido efectuado por First Choice Airways. En julio de 2010 Thomson Airways anunció que la introducción de este avión en la flota desde enero de 2012 posibilitará a la aerolínea operar a destinos de largo alcance, incluyendo la posibilidad de hacerlo desde aeropuertos regionales del Reino Unido.